# Antarktická medaile
Antarktická medaile (norsky Antarktismedaljen) je norská civilní pamětní medaile založená roku 1960. Udělena byla členům šesté norské antarktické expedice za účast na výpravě.

## Historie a pravidla udílení
Medaile byla založena králem Olafem V. dne 3. února 1960. Udílen byl členům šesté norské antarktické expedice. V systému norských vyznamenání se nachází za Maudheimskou medailí a před Zlatou pamětní medailí Jeho Veličenstva krále. Udělena byla celkem 37 osobám, kteří se zúčastnili expedice.

## Insignie
Na přední straně je podobizna norského krále Olafa V. Okolo portrétu je nápis OLAV V NORGES KONGE ALT FOR NORGE. Na zadní straně je uprostřed medaile jméno příjemce. Při vnějším okraji je nápis KONGENS FORTJENSTMEDALJE. Je zde také dubový věnec s propletenou stuhou.
Stuha je červená se žlutým pruhem uprostřed. Na stuze je spona s nápisem ANTARKTIS.